# Star Wars, épisode II : L'Attaque des clones (jeu vidéo)
Star Wars, épisode II : L'Attaque des clones (Star Wars: Episode II – Attack of the Clones) est un jeu vidéo d'action développé par David A. Palmer Productions et édité par THQ et LucasArts, sorti en 2002 sur Game Boy Advance.
Il s'agit d'une adaptation du film Star Wars, épisode II : L'Attaque des clones

## Accueil
- Jeuxvideo.com : 10/20[1]